# Prisma (app)

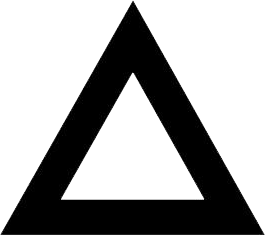
Prisma app logotyp.

Prisma är ett fotoredigeringsprogram som använder sig av neuronnät och artificiell intelligens för att omvandla en bild.
Appen är skapad av Alexey Moiseenkov och lanserades i juni 2016 som en gratis mobilapp. En vecka efter lanseringen blev appen populär och fick över 7,5 miljoner nedladdningar och över 1 miljon aktiva användare. Appen debuterade först på iOS på Apple App Store under den första veckan i juni och blev den ledande appen på App Store i Ryssland och andra grannländer. Den 19 juli 2016 lanserade utvecklaren en betaversion av appen för Android och några timmar senare tog han ner den efter att ha fått feedback från sina användare. Den officiella Android-appen släpptes för allmänheten den 24 juli 2016 på Google Play.
I juli 2016 meddelande utvecklaren att en video- och virtuell verklighet-version av appen är för närvarande under utveckling.